# فير داس
فير داس هو ممثل هندي، ولد في 31 مايو 1979 في الهند.

## أعمال

### أفلام
- (2010) شركة النصابين
- (2013) غو جوا غون
- (2016) شيفاي

## وصلات خارجية
- فير داس على موقع IMDb (الإنجليزية)
- فير داس على موقع ميوزك برينز (الإنجليزية)
- فير داس على موقع قاعدة بيانات الفيلم (الإنجليزية)